# Decinea dama
Decinea dama är en fjärilsart som beskrevs av Herrich-Schäffer 1869. Decinea dama ingår i släktet Decinea och familjen tjockhuvuden. Inga underarter finns listade i Catalogue of Life.